# Arctia arcuata
Arctia arcuata är en fjärilsart som beskrevs av Statt. 1934. Arctia arcuata ingår i släktet Arctia och familjen björnspinnare. Inga underarter finns listade i Catalogue of Life.